# Paul Simon
Paul Frederic Simon (sinh ngày 13 tháng 10 năm 1941) là một ca sĩ-nhạc sĩ người Mỹ. Ông giành được sự chú ý của công chúng năm 1965 với tư cách là thành viên của nhóm nhạc hai người Simon & Garfunkel, cùng với người bạn lâu năm trong giới nghệ sĩ Art Garfunkel. Simon viết phần lớn các bài hát cho nhóm bao gồm những ca khúc đáng nhớ như "The Sound of Silence", "The Boxer", "Mrs. Robinson" và "Bridge Over Troubled Water". Năm 1970, khi đang ở đỉnh cao của sự nổi tiếng, nhóm nhạc tan rã và Simon bắt đầu một sự nghiệp sô lô thành công sau đó, đỉnh cao là album Graceland ra đời năm 1986 với những thử nghiệm về âm nhạc châu Phi. Những nhạc phẩm của Simon đã được dư luận và các nhà phê bình khen ngợi và giành được những thành công thương mại đáng kể trong bốn thập kỉ. Ông được tạp chí Time bầu là một trong 100 nhân vật ảnh hưởng nhất thế giới năm 2006.